# Viktor Tret'jakov

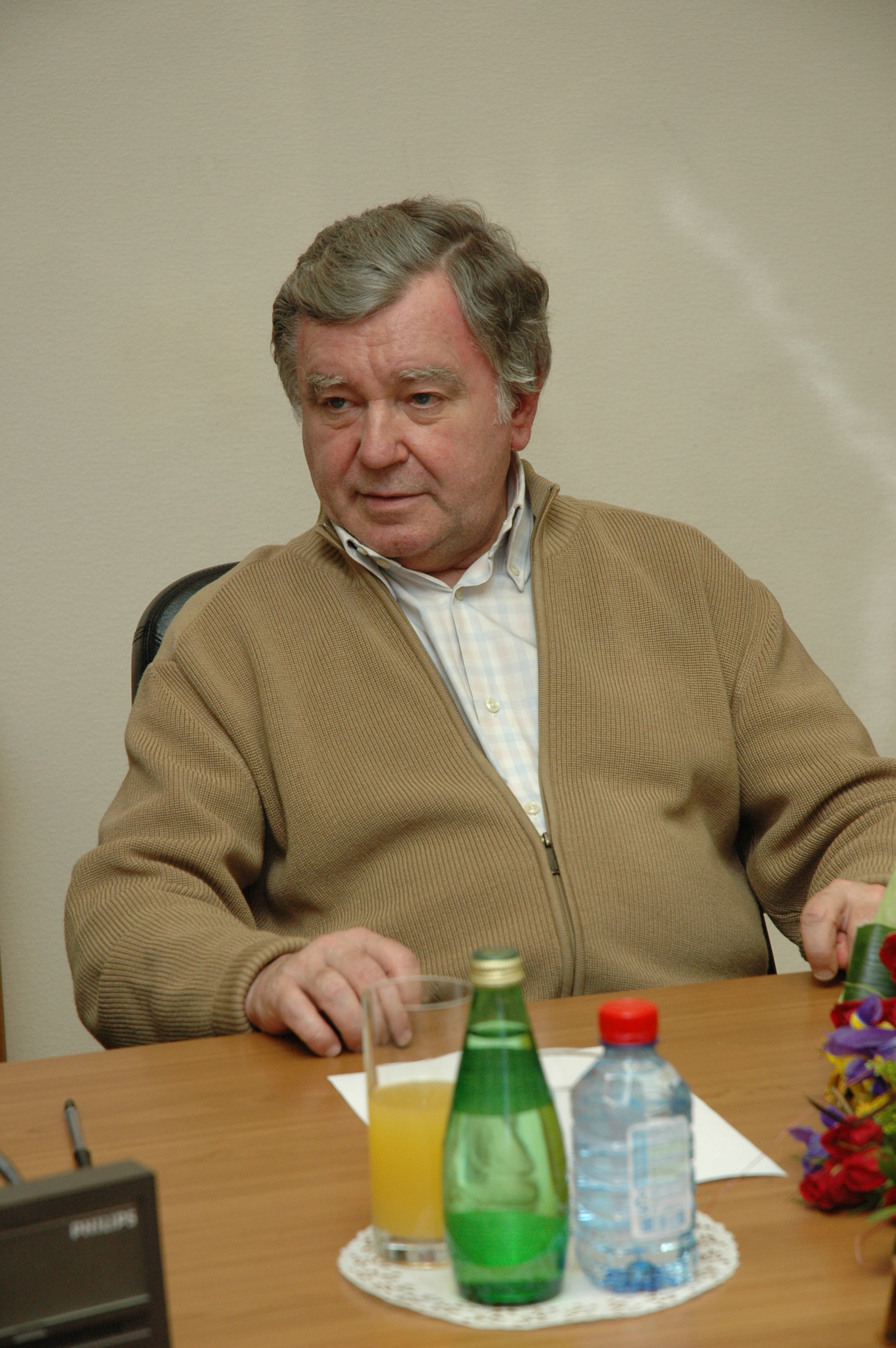
2008

Viktor Viktorovič Tret’jakov (in russo Ви́ктор Ви́кторович Третьяко́в?; Krasnojarsk, 17 ottobre 1946) è un violinista, insegnante e direttore d'orchestra russo.

## Biografia
Viktor Tret’jakov è figlio di un musicista che ha suonato nella banda militare della città siberiana di Krasnojarsk; ha mostrato un talento musicale molto presto e iniziò le lezioni di violino col maestro Yefim Gordin. Trasferitosi con la famiglia a Mosca nel 1954, ha studiato nella Scuola speciale di musica annessa al Conservatorio. Nel 1956 è entrato nella classe di Jurij Jankelevič presso la Scuola Centrale del Conservatorio di Mosca (diploma 1970) per poi continuare a studiare con lui alla Scuola di specializzazione sino al 1973. 
Nel 1966, all'età di 19 anni, ha vinto il primo premio al Concorso internazionale Čajkovskij di Mosca che gli ha permesso di partecipare a numerose tournée concertistiche internazionali. Da quel momento, Tretjakov si è esibito con le maggiori orchestre e ha collaborato con direttori d’orchestra come Mstislav Rostropovič, Eugene Ormandy, Jurij Temirkanov, Eugen Jochum, Josef Krips, Valerij Gergiev, Vladimir Fedoseev, Lorin Maazel, Rudolf Kempe, Mariss Jansons, Paavo Järvii, James Levine, Zubin Mehta, Christoph von Dohnanyi, Krzysztof Penderecki, André Previn e Kirill Kondrašin. 
Nel 1983 è stato nominato direttore principale dell'Orchestra da Camera di Mosca, con la quale ha lavorato per oltre un decennio.

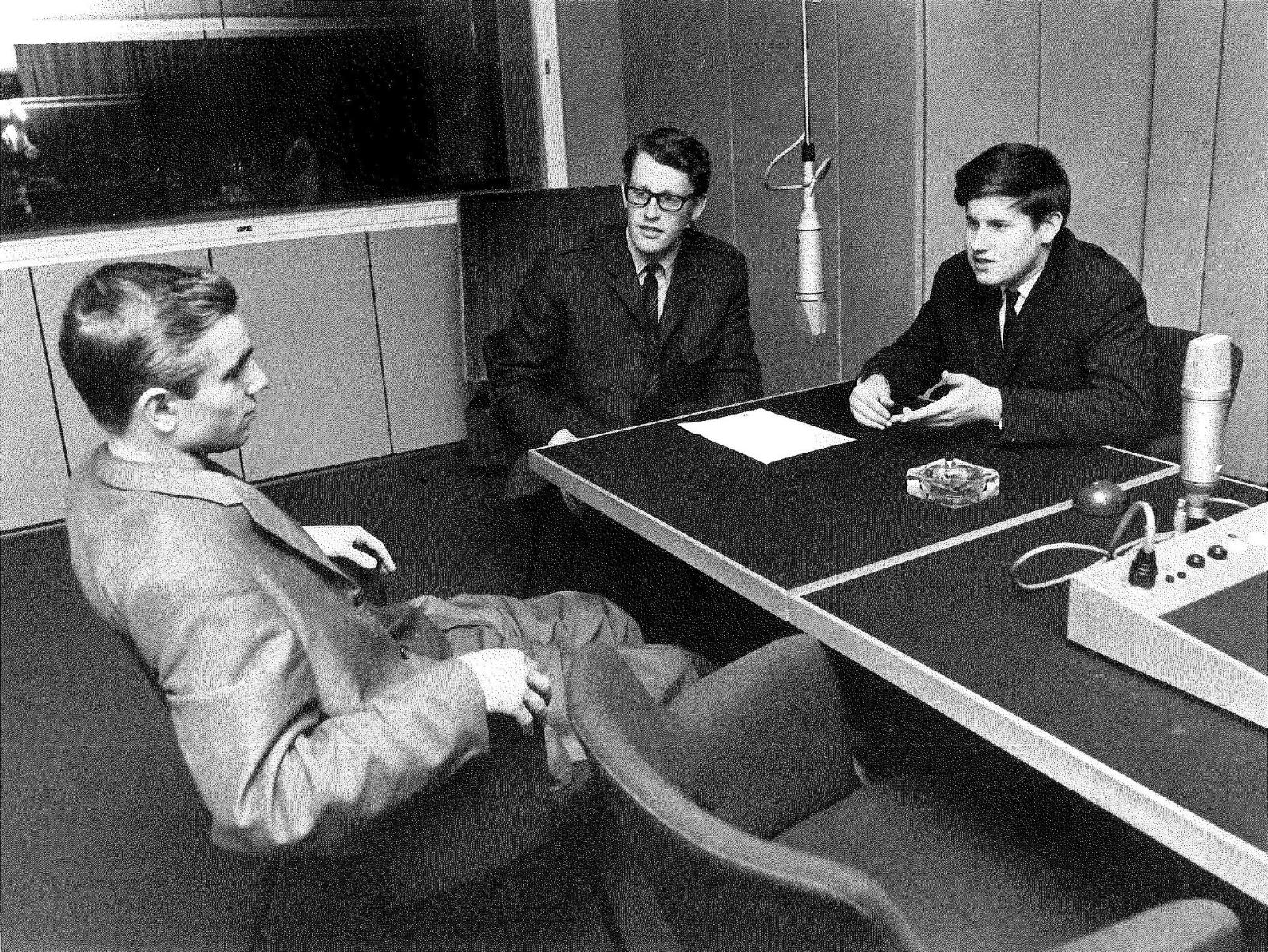
Viktor Tret’jakov col pianista Grigorij Sokolov e il giornalista musicale Hannu Heikinheimo, Finlandia, 1967

Per molti anni Tret’jakov ha insegnato al Conservatorio di Mosca. Dal 1986 al 1994 è stato presidente della giuria (sezione violino) del Concorso Internazionale Čajkovskij di Mosca. Inoltre è stato membro della giuria dei concorsi violinistici di Bruxelles, Hannover, Sendai, Helsinki, Zagabria e altri. 
Una parte della sua attività concertistica è dedicata alla musica da camera; Tret’jakov con altri artisti russi ha formato un quartetto per archi e pianoforte che si è esibito in Russia e all’estero. 
Suona un violino Nicola Gagliano del 1772.

## Scritti
- Mon maître, in Alexandre Brussilovsky (ed.), Yuri Yankelevitch et L’Ecole Russe du Violon; tr. fr. Anna Kopylov, [Paris], Suoni e Colori, 1999, pp. 315-319.